# Le Puch
Le Puch ist eine französische Gemeinde mit 28 Einwohnern (Stand 1. Januar 2022) im Département Ariège in der Region Okzitanien. Sie gehört zum Kanton Haute-Ariège und zum Arrondissement Foix. 
Sie grenzt im Nordwesten an Rouze, im Nordosten an Escouloubre, im Südosten an Carcanières, im Süden an Quérigut und im Südwesten an Le Pla.

## Bevölkerungsentwicklung
| Jahr                       | 1962 | 1968 | 1975 | 1982 | 1990 | 1999 | 2008 | 2015 |
| -------------------------- | ---- | ---- | ---- | ---- | ---- | ---- | ---- | ---- |
| Einwohner                  | 55   | 37   | 31   | 23   | 23   | 20   | 30   | 30   |
| Quellen: Cassini und INSEE |      |      |      |      |      |      |      |      |